# Eutrixa laxifrons
Eutrixa laxifrons är en tvåvingeart som beskrevs av Henry J. Reinhard 1962. Eutrixa laxifrons ingår i släktet Eutrixa och familjen parasitflugor.
Artens utbredningsområde är Kalifornien. Inga underarter finns listade i Catalogue of Life.